# Список термінів ґо
У грі ґо вживають значну кількість специфічних термінів, здебільшого запозичених з японської мови. Існують китайські та корейські відповідники, але вони вживаються набагато рідше. Деякі з термінів мають українські аналоги, інші — ні.

## Загальні терміни
- Комі — компенсація за право першого ходу.
- Ніґірі — процедура визначення кольору каменів для супротивників.
- Даме —«дихання», незайняте перехрестя ліній, нейтральний пункт, ступінь свободи каменя чи групи каменів.
- Цумеґо — задачі з ґо в яких пропонується знайти вірну послідовність ходів. Використовуються для розвитку навичок прорахунку комбінацій ходів.

## Тактика і стратегія
- Тенукі — хід в іншому місці на дошці.
- Тесуджі — локально найкращий хід.
- Мойшю — глобально найкращий хід.
- Оба — хід, при якому камінь займає стратегічно важливий пункт на дошці.
- Аджі — потенційна можливість або прихована загроза в позиції, яка може бути використана в майбутньому.
- Аджі-кеші — усунення аджі.
- Джьосекі — стандартний локальний варіант розіграшу.
- Міай — рівнозначні альтернативні продовження.
- Атарі — напад із загрозою взяття каменів одним ходом.
- Кікаші — хід, що вимагає відповіді.
- Нодзокі — зазирання — тип кікаші що загрожує розрізанням.
- Йосуміру — пробний хід, який змушує супротивника обрати продовження. Залежно від цього вибору гравець може обрати свою власну стратегію.
- Семеай — перегони із захоплення між двома групами.
- Секі — позиція в якій обидві групи є живими, оскільки жоден з суперників не може напасти й захопити групу іншого.
- Мойо — «мішок», велика територіальна заготовка.
- Фурікаварі — обмін потенційними територіями.
- Шічьо — «сходи», послідовність ходів коли камені одного з гравців постійно опиняються під атарі без надії на втечу, формуючі схожий на сходи патерн.
- Хамете — «хід-пастка», грається зі сподіванням на некоректну відповідь суперника, у разі коректної відповіді загрожує нападникові великими неприємностями.

## Стадії гри
- Фусекі — початок гри
- Чубан — середина гри
- Йосе — кінець гри

## Пункти дошки
- Тенґен — центр дошки
- Хоші — пункт 4×4 відносно кута або 4×10 та 10×4 на стороні
- Комоку — пункт 3×4 відносно кута
- Сан-сан — пункт 3×3 відносно кута
- Такамоку — пункт 5×4 відносно кута
- Мокухадзуші — пункт 5×4 відносно кута
- Ґо но ґо — пункт 5×5 відносно кута

## Взаємне розташування каменів

### Одного кольору
- Нобі — камінь ставиться поряд з іншим на сусіднє перехрестя по вертикалі або горизонталі.
- Косумі — камені ставиться по діагоналі, не торкаючись інших каменів.
- Тобі — стрибок на один або два пункти до центру.
- Хіракі — стрибок вбік по третій або четвертій лінії.
- Кейма — хід, аналогічний ходу шахового коня, два пункти вперед, один убік.
- Оґейма — великий хід шахового коня, три пункти вперед, один убік.
- Шімарі — стандартна побудова з двох каменів одного кольору в кутку.

### Різних кольорів
- Цуке — хід упритул до каменя супротивника.
- Хане — хід по діагоналі від свого каменя впритул до каменя супротивника.
- Боші — накривання.
- Осае — хід коли нобі блокують, камінь ставиться напереріз лінії яку будує опонент.
- Удар у плече — хід по діагоналі від каменя супротивника, що стоїть на третій або четвертій лінії.